# Dactylorhiza dufftiana
Dactylorhiza dufftiana är en orkidéart som först beskrevs av Carl Theodor Maximilian Schulze, och fick sitt nu gällande namn av Károly Rezsö Soó von Bere. Dactylorhiza dufftiana ingår i Handnyckelsläktet som ingår i familjen orkidéer. Inga underarter finns listade i Catalogue of Life.